# Dendrobieae
Dendrobieae – plemię roślin z rodziny storczykowatych (Orchidaceae). Jest to takson monotypowy zawierający tylko jedno podplemię Dendrobiinae, do którego należy 10 rodzajów.
Większość gatunków wytwarza pseudobulwy na szczycie których wyrastają liście. Kwiaty posiadają dwa lub cztery nagie pyłki.

## Systematyka
Plemię sklasyfikowane do podrodziny epidendronowych (Epidendroideae) w rodzinie storczykowatych (Orchidaceae), rząd szparagowce (Asparagales) w obrębie roślin jednoliściennych.